# 北鉄バス
北鉄バス（ほくてつバス）は、北陸鉄道および同社のグループ会社が行うバス事業の通称である。

## 概要
北陸鉄道グループは石川県全域に路線バスの路線を有している。金沢市中心部・北部で西日本ジェイアールバス、加越能バスと競合する他は、県内のバス路線をほぼ独占している。なお、大半の路線を分社化しており、2000年代は金沢市中心部でも北陸鉄道本体のみならず子会社数社のバスが入り乱れて走る状況になっていたが、2012年に子会社の大規模な統合が行われ（後述）、現在の状況になっている。
1999年（平成11年）2月19日に金沢市がオムニバスタウンに指定されたことを受け、2004年（平成16年）12月1日からICカード「ICa（アイカ）」が導入され、金沢市および同市周辺の路線（高速バスや定期観光バスなどをのぞく）で利用可能となった。
2008年（平成20年）10月14日よりバスの車体に広告を施したラッピング車両を試験運行し、その後本格運行に入っている。
また、金沢市などのコミュニティバスを受託運行している。

## グループ各社および営業所

### 北陸鉄道
金沢市内を中心に、一部の路線は直営で運行されている。以下の営業所・支所をおく。

#### 金沢営業所
石川県金沢市割出町706番地（北陸鉄道本社と同じ敷地内）にある。東部支所と南部支所を管理下に置く。以下の路線を管轄する。
- 名古屋線
- 新潟線
- 高山線
- 白川郷・名古屋線
- 城下まち金沢周遊
- 金沢ショッピングバス
- 錦町B線
- 平和町線
- 野田線
- 大桑線
- 金石線
- 四十万金石線
- 三馬線
- 三馬大野線
- 金沢大学線
- 金沢ふらっとバス（此花ルート・菊川ルート、受託運行）

#### 東部支所
石川県金沢市末町3の246番地1にある。以下の路線を管轄している。
- 錦町B線
- 花里線
- 平和町線
- 野田線
- 大桑線
- 鈴見線
- 金沢大学線

#### 南部支所
石川県白山市安養寺町ニ30番地にある。以下の路線を管轄する。
- 錦町B線
- 光が丘住宅線
- 額住宅線
- 工業大学線
- 野々市円光寺線
- 四十万線
- 四十万金石線
- 三馬線
- 三馬大野線
- 松任線
- 千代野線
- 金沢大学線

### 北鉄金沢バス
2012年10月に北鉄金沢中央バスとほくてつバス、加賀白山バス（旧会社）の統合により発足した。本社は北陸鉄道と同じ石川県金沢市割出町556番地に置く。金沢市近郊の路線を管轄する。

### 北鉄白山バス
2012年10月に「加賀白山バス」として設立。2021年7月1日に北陸交通と合併し、社名を北鉄白山バスに変更した。

### 北鉄加賀バス
1994年に「加賀温泉バス」として設立。2021年7月1日に小松バスと合併し北鉄加賀バスが設立された。

### 北鉄能登バス
1989年、「能登中央バス」として門前地区で運行を開始。2008年に奥能登観光開発を吸収合併して社名を北鉄奥能登バスに変更し、本社を輪島市に移転。さらに2025年4月1日付で、能登西部バス（1993年設立）と七尾バス（1991年設立）の統合により2008年4月に発足した北鉄能登バス（旧会社）を吸収合併し、社名を現在のものに変更して本社を七尾市に移転した。能登地区の路線を管轄する。

## 運賃
本節では、北陸鉄道・北鉄金沢バスおよび北鉄白山バスの運賃制度について述べる。
運賃は基本的に対キロ制である。2023年10月1日に運賃の改定が行われ、3社とも上限運賃の基準賃率は43円30銭、初乗り運賃は180円である。
ただし、金沢市の中心部においては地帯制運賃を採用している。地帯制運賃を採用するエリアは「まちなか（地帯制）エリア」と呼ばれ、香林坊を中心に3つの地帯に分かれている。2023年10月現在の地帯制運賃は、第1地帯が210円、第2地帯が240円、第3地帯が260円となっている。それ以前はそれぞれ200円・230円・250円で、さらに2019年（令和元年）10月1日の消費税の税率改定に伴う改定以前は200円・220円・240円となっていた。
このほか、2002年7月から2022年6月までは、武蔵ヶ辻・近江町市場 - 香林坊間のみの利用に限り運賃が100円となっていた。また、2006年（平成18年）4月1日から2011年（平成23年）3月31日までは、金沢大学地区バストリガー協定に基づいて旭町・鈴見台二丁目・鈴見町 - 金沢大学も100円区間とされていた。

### 福祉割引制度
| 対象                             | 種類                                           | 種別   | 区分 | 条件   | 条件   | 普通券 | 回数券 | 定期券 |
| -------------------------------- | ---------------------------------------------- | ------ | ---- | ------ | ------ | ------ | ------ | ------ |
| 身体障害者 知的障害者 精神障害者 | 身体障害者手帳 療育手帳 精神障害者保健福祉手帳 | 第一種 | 大人 | 単独   | 単独   | 5割引  | 5割引  | 3割引  |
| 身体障害者 知的障害者 精神障害者 | 身体障害者手帳 療育手帳 精神障害者保健福祉手帳 | 第一種 | 大人 | 介護付 | 本人   | 5割引  | 5割引  | 3割引  |
| 身体障害者 知的障害者 精神障害者 | 身体障害者手帳 療育手帳 精神障害者保健福祉手帳 | 第一種 | 大人 | 介護付 | 介護者 | 5割引  | 5割引  | 3割引  |
| 身体障害者 知的障害者 精神障害者 | 身体障害者手帳 療育手帳 精神障害者保健福祉手帳 | 第一種 | 小児 | 単独   | 単独   | 5割引  | 5割引  | -      |
| 身体障害者 知的障害者 精神障害者 | 身体障害者手帳 療育手帳 精神障害者保健福祉手帳 | 第一種 | 小児 | 介護付 | 本人   | 5割引  | 5割引  | 無割引 |
| 身体障害者 知的障害者 精神障害者 | 身体障害者手帳 療育手帳 精神障害者保健福祉手帳 | 第一種 | 小児 | 介護付 | 介護者 | 5割引  | 5割引  | 3割引  |
| 身体障害者 知的障害者 精神障害者 | 身体障害者手帳 療育手帳 精神障害者保健福祉手帳 | 第二種 | 大人 | 単独   | 単独   | 5割引  | 5割引  | 3割引  |
| 身体障害者 知的障害者 精神障害者 | 身体障害者手帳 療育手帳 精神障害者保健福祉手帳 | 第二種 | 小児 | 単独   | 単独   | 5割引  | 5割引  | -      |
| 身体障害者 知的障害者 精神障害者 | 身体障害者手帳 療育手帳 精神障害者保健福祉手帳 | 第二種 | 小児 | 介護付 | 本人   | 5割引  | 5割引  | 無割引 |
| 身体障害者 知的障害者 精神障害者 | 身体障害者手帳 療育手帳 精神障害者保健福祉手帳 | 第二種 | 小児 | 介護付 | 介護者 | 5割引  | 5割引  | 3割引  |

### 定期券
通常の通勤定期券・通学定期券のほか、満70歳以上が全線乗車できるシルバー定期券を発売している。
通勤定期券・通学定期券には、片道定期券、地帯制エリアが乗り放題になる地帯制フリー定期券・乗入フリー定期券、電車・バス乗り継ぎ定期券、電車とバスの共通定期券がある。
そのほか、先述の金沢大学地区バストリガー協定の後継として、金沢大学角間キャンパス周辺の区間が乗り放題となる角間地区フリー定期券も発売されている。

### 回数券
もともとグループ各社共通の普通回数券（11枚綴りで10枚分の発売金額）が存在していたが、2021年6月30日をもって金沢地区での発売を終了し、2022年4月1日からは北鉄奥能登バス・北鉄能登バスの2社共通回数券と北鉄加賀バスの回数券に分けられた。能登地区・加賀地区では23枚綴り・35枚綴りの得用回数券も販売されていたが、これも2022年4月1日からは北鉄奥能登バス・北鉄能登バスの2社共通回数券と北鉄加賀バスの回数券に分けられた。

### 企画乗車券
詳細は、公式サイトを参照。グループ各社のうち特定の1社または1路線でのみ利用可能な乗車券類は当該会社・路線の記事を参照のこと。
金沢市内1日フリー乗車券
販売価格は大人800円、小児400円。「城下まち金沢周遊」のほか、北鉄バスのまちなか（地帯制）エリア内とそれに相当する区間内の西日本ジェイアールバス、金沢ふらっとバスが1日乗り放題になる。金沢ライトアップバスは対象外である。

### ICカード乗車券

#### ICa
金沢市がオムニバスタウンに指定されたことを受けて、2004年12月1日に運用を開始した。北陸鉄道、北鉄金沢バス、北鉄白山バスで利用できる。利用範囲を県内全域に拡大する計画であることが2023年8月に発表された。

#### manaca
2022年10月17日から、城下まち金沢周遊バスと金沢ライトアップバスに限って導入され、交通系ICカード全国相互利用サービスにも対応している。

### クレジットカードのコンタクトレス決済
2024年3月から2025年度にかけて順次、クレジットカードのコンタクトレス決済を県内全域の路線に導入する計画であることが2023年8月に発表された。
2024年3月16日からまずは加賀エリアの路線バスと城下まち金沢周遊バスに導入される。

## 車両

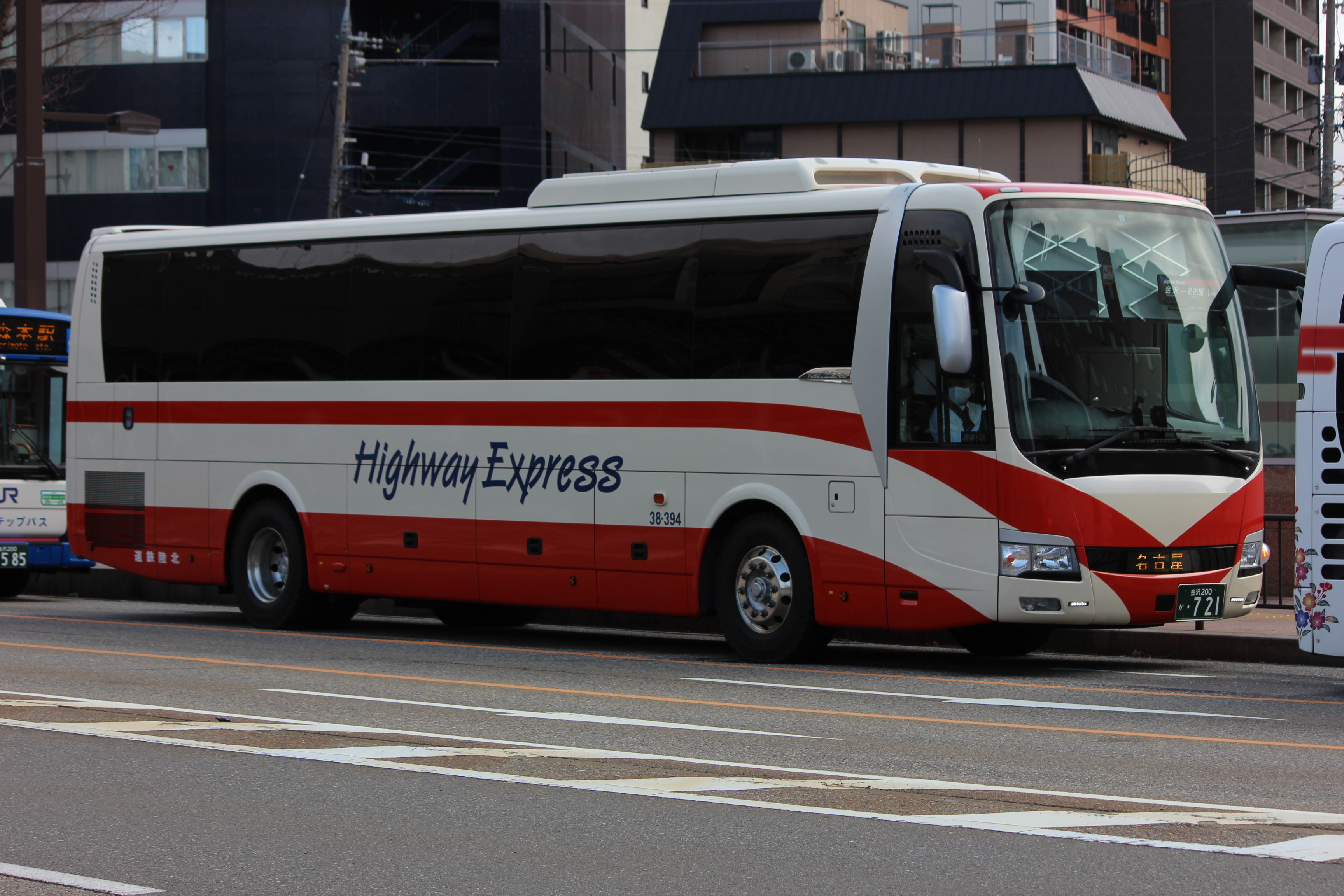
長距離高速用車両（金沢 - 名古屋線、現行塗装）

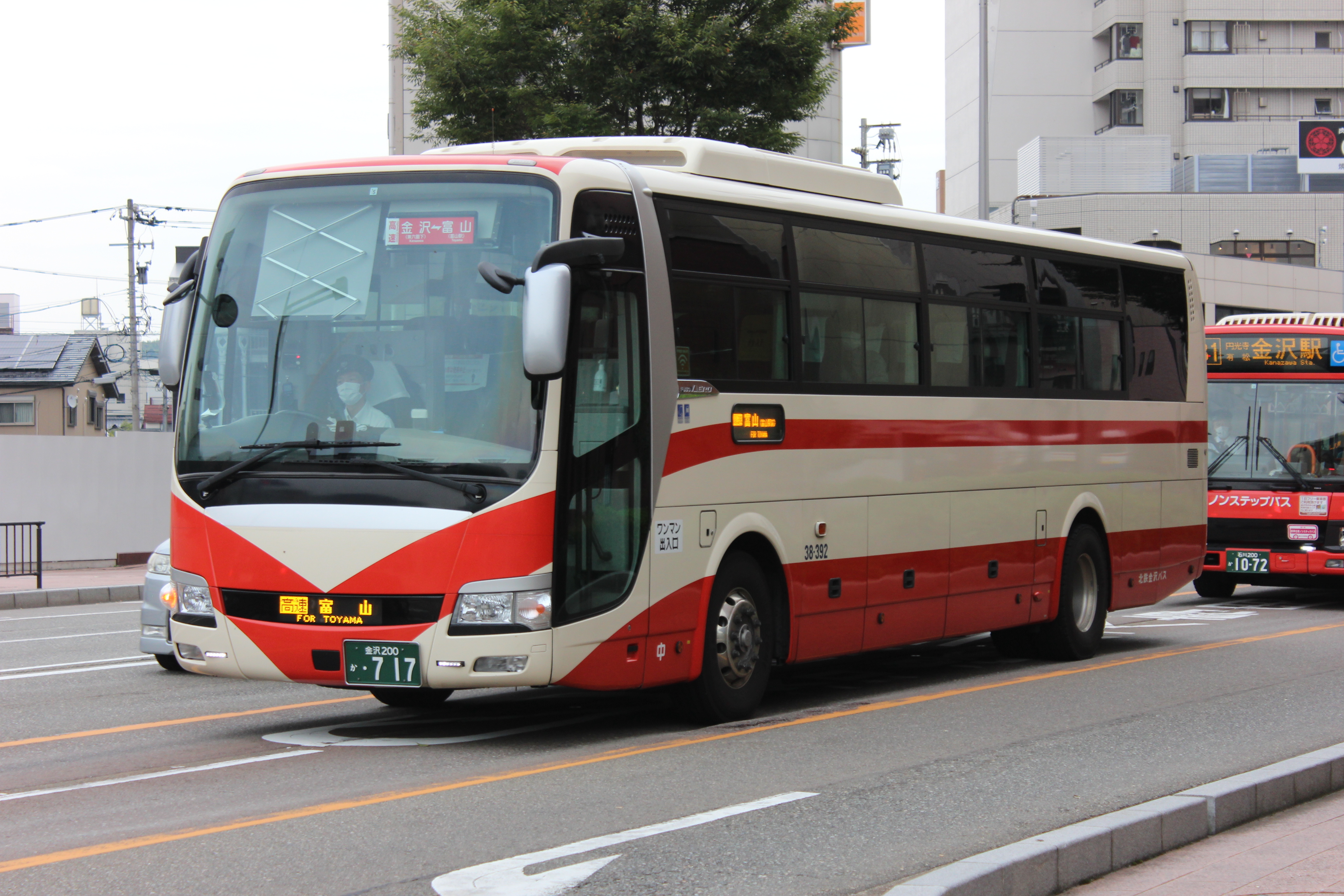
高速・特急用車両（現行塗装）

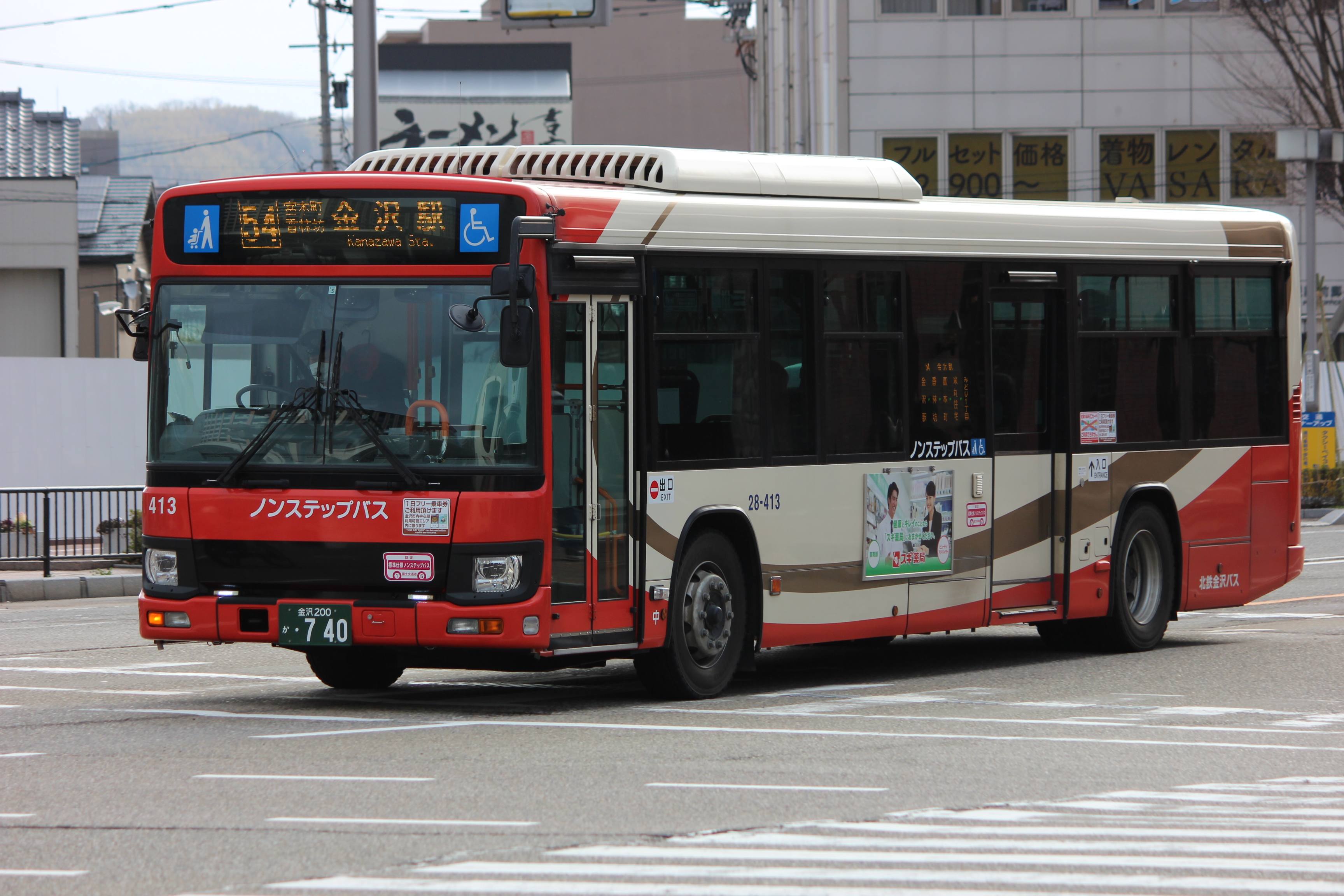
路線用車両（現行塗装）

車両は三菱ふそう車および日野車が中心となっている。サイズは1990年（平成2年）までは10.7m車中心だったが1991年（平成3年） - 1996年（平成8年）にかけては金沢地区において11m車を多く導入していた。また、同年にかけてはハイバックシートなどを装備した「ハイグレード仕様」として導入していた。三菱車においては、1995年（平成7年）までは当時の三菱自動車工業名古屋製作所大江工場製を導入していたほか、1974年（昭和49年）頃までは三菱+金産車体の組み合わせで導入していた。なお、1996年（平成8年）以降は三菱ふそうバス製造 (MFBM)製を導入している。
日産ディーゼル（当時、現：UDトラックス）車においては、1987年（昭和62年）以降、高速路線向けに大量にスペースウィングが納入されてきたが、1997年（平成9年）を最後に高速車は納入されていない。逆に一般路線向けには1996年（平成8年）に中型幅の10.5m車であるJPワンステップの導入を皮切りに、中型ノンステップ車を中心に数多く納入されるようになった。近年ではフルサイズ大型車スペースランナーRAも配備されるなど、グループ全体でもシェアを伸ばしていた。車体製造メーカーは富士重工業製と西日本車体工業製が混在している（後者はCNGバスおよび小型車で採用されている）。さらに、2008年（平成20年）からは三菱ふそうからのOEM車種であるスペースランナーAを導入していたが、日産ディーゼルのバス事業撤退に伴って2010年（平成22年）を最後に新規導入を終了した。
かつてはいすゞ自動車製も活躍していたが、現在は導入されていない。ただし、奥能登地区においては2002年（平成14年）に撤退した西日本JRバスから譲渡された小型路線バス「ジャーニーQ」を保有していたが、現在はすべて廃車になっている。
近年は、グループ会社で他社からの中古車を一部導入しているものの、グループ全体としては新車を積極的に導入し、サービス向上に努めている。
金沢地区では、長尺車の一般乗合車が多いのも特徴である。
貸切車・空港リムジン車・県内特急車は三菱および日野車を導入している。貸切車においては2006年（平成18年）以降日野・新型セレガを増備しているほか、2007年（平成19年）には北陸地区では初めてとなる三菱ふそう・エアロエースが導入され、現在も増備されている。また、2024年(令和6年)には同社で初めてのフルカラーLEDを搭載した車両を導入した。
都市間高速車は2007年まで3メーカー揃っていたが、2012年よりしばらくは富山線に日野を充てている以外はすべて三菱ふそうのみであった。2020年10月、久しく日野（JBUS製）セレガの20-469が導入された。
保有車両数（北陸鉄道本体、2022年1月時点）
- 日野自動車製 - 80台（大型74台、金沢ふらっとバス用小型6台）
- 三菱ふそうトラック・バス製 - 68台（すべて大型）
- 旧日産ディーゼル製 - 10台（すべて大型）

### 低床化への取り組み
ノンステップ車・ワンステップ車の採用は1996年（平成8年）から積極的に推進していて、導入台数は北陸地区において最も多い。
1997年（平成9年）に大型ノンステップ車7台（三菱ふそうKC-MP747M）が導入されたが、これは北陸地区で最初の導入であった。その後も増備されたが、1999年春以降、金沢地区でもコストダウンを目的に日産ディーゼル・RNなどの小型車「プチ」や日野・HRを主体に日産ディーゼル・JP、三菱ふそう・MKといった中型10.5m車の導入が続いていた。
しかし、積み残しや車内の混雑が激しくなるなどの問題が生じたため2005年（平成17年）秋からは輸送力を増強すべくフルサイズ大型ワンステップ車の導入が開始されたほか、2006年（平成18年）より大型ノンステップ車の導入も再開され現在も増備が進んでいる。
なお、2005年（平成17年）以降のサイズはワンステップ車は10.7m車、ノンステップ車は10.9m車を基本に導入されていたが、ワンステップ車においては2008年導入の日産ディーゼル・スペースランナーAより11m車で導入され、2011年以降はすべて11m車で導入されているが、2013年は一部10.7m車も導入している。

### 中古車の導入
1990年代後半より地域子会社を中心に大手事業者からの中古車も導入している。
特に、加賀温泉バスおよび能登地区の地域子会社において導入例が多く、金沢地区でも子会社にて導入例が見られるが北鉄本体では導入されていない。
以前は、都営バス・小田急バス・成田空港交通・空港グランドサービス・名古屋市営バスなどや、奥能登地区で撤退した西日本JRバスからの移籍車両も使用されていた。2005年以降は愛知万博終了後、大量の余剰車が生じていた名鉄バスから大量の中古車を購入した。少数ながら、大阪市営バス・川崎市営バス・京浜急行バス・京阪バス・相鉄バス・立川バス・神奈川中央交通・ジェイアール東海バスなどの移籍車両も在籍していたが、これらの車両も置き換えられて引退している。
また近年では、2008年（平成20年）4月に廃業し、北陸鉄道も出資していた、富山県の名鉄クレハ観光バス（1台）を含む名鉄系グループ各社より貸切車両も移籍してきている。主に金沢競馬場等の契約輸送で運用されている。

### 車両設備および車両番号
車両側面および後方には車両番号が記載されている。また、前扉袖部には「東」や「南」といった所属する営業所を表す文字が記載されている（「東」は東部支所、「南」は南部支所）。

## 車両称号（一般車）
| 2    | 0    | - | 469  |
| 車種 | 年式 |   | 番号 |

20-469＝日野自動車・セレガ 2RG-RU1ESDA ＜ＪＢＵＳ製 2020年式昼行用　名古屋線　新潟線＞　金沢営業所所属
2000年（平成12年）以降は方向幕にLED（オージ製）を導入しており、100%完全にLED方向幕に移行している。また、2008年の新車の一部より液晶パネル式運賃表（レシップ製）が採用されたほか、同年の新車よりHDD式ドライブレコーダー兼デジタルタコグラフの導入が開始された。
車両番号
北陸鉄道グループのバスには、「社号」と呼ばれる車両の固有番号が割り振りされており、車体の両側面・後部にフル番号、方向幕横に下3桁の番号が記載されている。以下は2015年時点でのものとなる。
- 例：12-000（旧日産ディーゼルの大型バスの000番）
  - 1桁目（バスのメーカーおよび車両規格）
    - (0) - トヨタ（加賀白山のハイエース、北鉄奥能登のコースター）[47]
    - (1) - 旧日産ディーゼル（以下UD）・大型（路線・高速）[48]、日野および三菱・大型（貸切）[49][50]（以前はいすゞ自動車製の車両に割り振られていた。[37]）
    - (2) - 日野・大型および小型（いずれも路線、高速も含む）[51][52]
    - (3) - 三菱・大型（路線・高速）
    - (4) - 日野・小型（路線）[53]
    - (5) - UD・小型（路線）
    - (6) - 日野・中型（路線）[54]
    - (7) - 三菱および日野・中型（路線）[55]
    - (8) - UD・中型（路線）、日野・大型（貸切）[56]
    - (9) - 三菱・小型（路線）

  - 2桁目
    - 導入した西暦年の下1桁（例えば、(2)ならば2002年か2012年のいずれかになる）

  - ハイフン以下の番号
    - 車両の通し番号

2000年代後半ごろから、貸切車については冒頭の1桁目はメーカーや車両規格という分類ではなく、営業所ごとに番号が割り振られるようになっているが、2桁目は引き続き乗合車と同じ扱いである。また乗合車についても冒頭の1桁目はメーカーによる分類として中型車でも従前の大型車と同じ番号が割り振られ、コミュニティーバスなどの小型車については3桁の通し番号のみの割り振りになっている。また、ハイフン以下の通し番号は以前は貸切・乗合を問わず000から1台導入ごとに加算され、999まで行くと000に戻り、これを繰り返していく方式であったが、同じく2000年代後半ごろから貸切車は000〜100番台、乗合車は200番台〜900番台が割り振られるようになっており、最終番号に来ればそれぞれの枠内にて最初の通し番号に戻るように改められている（現在貸切車用である000〜100番台と乗合車用の初頭部である200〜210番台の中には、2013年11月現在、乗合車の一部で各運行子会社で独自に割り振った番号も混在している）。
2021年7月、北鉄グループ再編の際には貸切車両の付番方法が変更され、年式が古い順に001、002…というふうに、３桁の番号順になった。なお、従来の付番方法では年式がわかったものの、今回の変更によって、年式やメーカーの区別が社番からはわからないものとなった。2022年1月現在、087までが在籍している。

## 路線
#グループ各社および営業所を参照。

### 方向幕の色・路線番号
1975年4月20日に、金沢地区の路線に対し行先別の色・路線番号の付与が行われた。この時には長距離路線にも番号が付与されたが、同一方向の複数の路線に同じ番号が付けられたものもあった。1984年11月27日には、0番台（市内路線）の区分がなくなり90番台が笠舞方向から卯辰山・鈴見方向に変更され、他にも一部で番号や色の変更が行われた。この時に郊外への長距離路線は多くが無番となった。1998年3月15日にはそれまで複数に分かれていた路線を中心部でつなげて通し運行する結節路線が設定されたが、この路線は行き先に応じた色と番号で案内されるようになったため、同じ運行区間でも往復で色や番号が異なったり、旧来の路線内で完結する便と直通運行する便で全く異なった色や番号を表示する路線が生じた。この方法は野々市金沢大学線のように中心部を通過しない路線にも準用されている。2003年1月6日のシティライナー便の運行開始時には再び0番台が使用されるようになったが、市内路線の時とは異なり必ず頭に0をつけた二桁で案内されている。また、笠舞駅西線のように終点がシティライナーとしての設定範囲を超える便は、結節路線と同様に行き先に応じた色・番号で案内される。
北陸鉄道では、行先表示器にLED表示器を用い始めた頃には、番号幕を独立させて色の表示を実現していたが、2003年から順次番号部分を含めた単色LED表示器を用いるようになったため、方向幕の色分けは路線図のほか金沢駅などののりば案内に名残を留めるだけとなっている。なお、路線図では一部色分けが異なっている。
00番台県庁前方面（シティライナー便、白地に黄緑字）
- 01 中央病院線（野町駅 - 県庁前）
- 02 中央病院線（野町駅 - 中央病院）
- 03 畝田住宅線（野町駅 - 畝田住宅 - 大野港）
- 04 笠舞駅西線（大桑本町→香林坊 - 金沢駅西口 - 工業試験場／金沢港クルーズターミナル）
- 05 笠舞駅西線（大桑本町→香林坊 - 金沢駅西口 - 戸水）
- 06 市内近郊各地→香林坊→金沢駅西口→県庁前
- 07 市内近郊各地→香林坊→金沢駅西口→映寿会みらい病院
- 08 内灘線

10番台小立野・花里方面（緑地に白字）
- 10 錦町粟崎線（金沢駅西口 - 香林坊 - 金沢学院大学、旧 錦町A線）
- 11 錦町B線（橋場町経由）
- 12 湯涌線
- 13 医王山線（旭町経由）
- 14 医王山線（小立野二丁目経由、旧 田上住宅線）
- 16 犀川線
- 18 花里線
- 19 笠舞駅西線（戸水／金沢港クルーズターミナル→金沢駅西口 - 大桑本町、旧 笠舞線）

20番台寺町方面（だいだい地に白字）
- 20 平和町線(金沢駅ー平和町、金大附属学校自衛隊前)
- 21 野田線(金沢駅ー北陸学院大学、つつじが丘住宅)
- 22 大桑線(金沢駅ー大桑住宅、大桑本町)
- 25 野田線（金沢駅ー内川小学校前、旧 内川線）
- 26 寺町線（金沢駅ー泉野出町、旧 駅西寺町線）

30番台円光寺・額住宅方面（青地に白字）
- 30 光が丘住宅線
- 31 額住宅線
- 32 工業大学線（旧 円光寺線）・柳橋円光寺線（木越住宅・柳橋→円光寺）・木越円光寺線（木越住宅→円光寺）
- 33 四十万線・四十万金石線（香林坊 - 四十万）・元町有松線（東金沢駅→金沢工業大学）・辰口線
- 34 三馬線・三馬大野線（金沢駅 - 高尾／金沢工業大学）
- 39 野々市円光寺線

40番台野々市・松任方面（白地に黒字）
- 40 松任線
- 41 千代野線（有松、南松任経由）
- 42 金沢寺井線
- 43 錦町野々市線（旧 小立野線）
- 44 野々市線（押野経由）
- 45 八日市線
- 47 松任中奥線
- 48 野々市線（野々市中央経由）
- 49 千代野線（金沢工業大学、相木団地経由）

50番台上荒屋・安原方面（白地に青字）
- 50 上荒屋線（保古町経由）
- 51 安原線（金沢駅 - みどり／打木）
- 52 示野線(平日のみ運行)
- 53 西金沢線（兼六園下 - 西金沢）
- 54 安原線（金沢駅 - 上安原）
- 55 上荒屋線（有松経由）
- 56 西部緑地公園線
- 57 黒田線（武蔵ヶ辻・近江町市場／金沢駅西口 - 上荒屋西／新金沢郵便局前）

60番台金石方面（白地にだいだい字）
- 60 金石線・四十万金石線（野町駅ー金石）
- 61 三馬大野線（野町駅ー大野、旧 大野線）
- 62 畝田住宅線（中央病院 - 大野港、旧 金石中央病院線）
- 63 三馬大野線（野町駅ー大野港、旧 大野港線）
- 64 黒田線（金沢駅西口 - 工業試験場、旧 工業試験場線）
- 65 畝田住宅線（兼六園下・金沢城 - 畝田住宅）

70番台粟崎・内灘方面（白地に茶字）
- 70 錦町粟崎線（兼六園下・金沢城 - コマツ金沢工場／内灘駅、旧 問屋団地線）
- 77 錦町粟崎線（金沢駅 - 西割出）

80番台鳴和・森本方面（茶地に白字）
- 80 柳橋円光寺線（円光寺→柳橋）
- 81 柳橋寺町線
- 82 鳴和・増泉線
- 83 石引線(東金沢駅、柳橋ー金大附属学校自衛隊前、平和町・平日のみ運行)
- 84 木越円光寺線（円光寺→大浦保育園前）
- 85 柳橋円光寺線（円光寺→木越住宅）
- 86 田中医大線
- 87 津幡線
- 88 東山線
- 89 元町有松線（金沢工業大学→東金沢駅）

90番台卯辰山・鈴見方面（黄地に黒字）
- 90 卯辰山線（天神橋経由）
- 90 卯辰山線（鈴見台四丁目経由）
- 92 鈴見線
- 93 金沢大学線（鈴見台二丁目経由）
- 94 金沢大学線（旭町経由）
- 95 北陸大学線
- 96 西金沢線（西金沢→金沢大学）
- 97 金沢大学線（鈴見町経由）
- 98 野々市金大線
- 99 東金沢金大線